# Sorin Grindeanu
Sorin Mihai Grindeanu (n. Caransebeș, Rumanía, 5 de diciembre de 1973) es un político rumano, miembro del partido Partido Socialdemócrata.
Fue Primer ministro de Rumanía desde el 4 de enero de 2017 hasta el 29 de junio de 2017, cuando prosperó una moción de censura en su contra. Le sucedió Mihai Tudose.

## Trayectoria
Como diputado fue miembro de la comisión que dio el control del SRI, el servicio secreto rumano. De diciembre de 2014 a noviembre de 2015 fue ministro de Comunicaciones en el Gabinete Victor Ponta, el último gabinete de Ponta de su caída. En junio de 2016 salió el parlamento y se convirtió en miembro de la junta de la Distrito de Timiş.
Después de las elecciones de 2016 había ganado PSD se hizo claro para ellos por el presidente Klaus Johannis que su presidente Liviu Dragnea podría no ser aceptado como primer ministro en relación con su condena por fraude electoral. El PSD se movió cuando el tártaro-rumana Sevil Shhaideh surgió como primera opción. También fue por Johannis sin mucho Posibles razones fuera su falta de experiencia política, el hecho de que funcionaría como un títere de Dragnea dio a sí mismo de forma explícita que iba a tomar toda la responsabilidad y los lazos de su marido con el régimen Bashar al Assad. También su simpatía por Hezbolá sería internacionalmente problemas pueden causar razones que dan más rechazados
Poco después de la toma de posesión del gobierno Grindeanu se emitió un decreto de emergencia que cientos de políticos y otros dignatarios amenazados para proteger frente al procesamiento por corrupción. Esto llevó a los mayores  protestas en el país desde el revolución rumana de 1989.